# 黑塔什雷克河
黑塔什雷克河（羅馬化：Chornyi Tashlyk）是烏克蘭的河流，位於該國南部，流經基洛夫格勒州和尼古拉耶夫州，屬於錫紐哈河的左支流，河道全長135公里，流域面積2,390平方公里。